# Шандра (рід)
Шандра (Marrubium) — рід трав'янистих рослин родини глухокропивові (Lamiaceae).

## Ботанічний опис
Рослини здебільшого білоповстисто-шерстисті.
Суцвіття з дрібних квіток, зібраних у переважно густі помилкові волоті. Чашечка трубчаста, 5–10-зубчаста; віночок двогубий, трубка коротша від чашечки, верхня губа прямосточа, вузька, виїмчаста або дволопатева, нижня — трилопатева. Приквітки шилоподібні або щетиноподібні, запушені.
Плід — горішок, тригранно-яйцеподібний або довгастий, заокруглений на верхівці.

## Поширення
Представники роду зустрічаються у Європі, Північній Африці та нетропічних районах Азії. В Україні росте повсюдно.

## Види[2]
Ті види, що позначені зірочкою (*), поширені в Україні.
- Marrubium alyssoides Pomel
- Marrubium alysson L.
- Marrubium anisodon K.Koch
- Marrubium aschersonii Magnus
- Marrubium astracanicum Jacq.
- Marrubium atlanticum Batt.
- Marrubium ayardii Maire
- Marrubium × bastetanum Coincy
- Marrubium bourgaei Boiss.
- Marrubium catariifolium Desr.
- Marrubium cephalanthum Boiss. & Noë
- Marrubium cordatum Nábelek
- Marrubium crassidens Boiss.
- Marrubium cuneatum Banks & Sol.
- Marrubium cylleneum Boiss. & Heldr.
- Marrubium depauperatum Boiss. & Balansa
- Marrubium duabense Murata
- Marrubium echinatum Ball
- Marrubium eriocephalum Seybold
- Marrubium fontianum Maire
- Marrubium friwaldskyanum Boiss.
- Marrubium glechomifolium Freyn & Conrath
- Marrubium globosum Montbret & Aucher ex Benth.
- Marrubium heterocladum Emb. & Maire
- Marrubium heterodon (Benth.) Boiss. & Balansa
- Marrubium hierapolitanum Mouterde
- Marrubium × humbertii Emb. & Maire
- Marrubium incanum Desr.
- Marrubium leonuroides Desr. — шандра кримська*
- Marrubium litardierei Marmey
- Marrubium lutescens Boiss. & Heldr.
- Marrubium multibracteatum Humbert & Maire
- Marrubium × paniculatum Desr.
- Marrubium parviflorum Fisch. & C.A.Mey.
- Marrubium peregrinum L. — шандра чужоземна*
- Marrubium persicum C.A.Mey
- Marrubium pestalozzae Boiss. — шандра південна*
- Marrubium plumosum C.A.Mey.
- Marrubium procerum Bunge
- Marrubium propinquum Fisch. & C.A.Mey.
- Marrubium rotundifolia Boiss.
- Marrubium sivasense Aytaç, Akgül & Ekici
- Marrubium supinum L.
- Marrubium thessalum Boiss. & Heldr.
- Marrubium trachyticum Boiss.
- Marrubium vanense Hub.-Mor
- Marrubium velutinum Sm.
- Marrubium vulcanicum Hub.-Mor.
- Marrubium vulgare L. типовий — шандра звичайна*

## Етимологія
Етимологічне походження неясне